# A Dog Story
A Dog Story es un cortometraje ugandés.

## Sinopsis
Atim es una joven que intenta escapar de su secuestrador Bongwat y se encuentra cara a cara con la realidad de lo que significa ser un secuestrado y las consecuencias de corresponder a su amor.

## Producción
A Dog Story es la producción debut de Doreen Mirembe realizada en 2013 cuando aún estaba inmersa en el mundo de la actuación, pero sin suficiente equipo para producir la historia ella misma. Escribió la idea en papel pero no pudo escribir el guion. A finales de 2014, se puso en contacto con Luswata Musa, un guionista. En 2015, le había contado la historia a unos pocos que acogieron con agrado el proyecto y tenían como objetivo que todo se produjera con el presupuesto de cinco millones de chelines. En enero de 2015, la fecha final del rodaje se fijó para el 27 y todos los rodajes tuvieron lugar en Gayaza, en la casa de la familia de Mirembe.

## Recepción
Fue proyectada y nominada en el Festival de Kampala, Festival Internacional de Cine de África, Festival de Cine Africano de Silicon Valley, Festival de Cine de Uganda, Festival de Cine Afro (ANANSE), Festival de Cine de Barrios y Festival Internacional de Cine Pearl. También ganó dos premios en el Festival Internacional de Cine Pearl al Mejor Actor para Michael Wawuyo Jr. y Mejor Actriz para Doreen Mirembe.